# Aleksandr Rou
Aleksandr Rou (russisk: Александр Артурович Роу) (født 24. februar 1906 i Moskva i det Russiske Kejserrige, død 28. december 1973 i Moskva i Sovjetunionen) var en sovjetisk filminstruktør.

## Filmografi
- Prinsessen som ikke ville le (По щучьему веленью, 1938)[2][3]
- Den smukke Vasilisa (Василиса Прекрасная, 1939)
- Konjok-Gorbunok (Конёк-Горбунок, 1941)
- Kosjtjei den udødelige (Кащей Бессмертный, 1945)
- Majnat eller den druknede kvinde (Майская ночь, или Утопленница, 1952)
- Khrustalnyj basjmatjok (Хрустальный башмачок, 1960)
- Marja-iskusnitsa (Марья-искусница, 1960)
- Vetjera na khutore bliz Dikanki (Вечера на хуторе близ Диканьки, 1961)
- Morozko (Морозко, 1964)
- Korolevstvo krivykh zerkal (Королевство кривых зеркал, 1964)
- Ogon, voda i... mednyje truby (Огонь, вода и… медные трубы, 1968)
- Varvara-krasa, dlinnaja kosa (Варвара-краса, длинная коса, 1969)
- Zolotyje roga (Золотые рога, 1972)